# Потапова, Ольга Яковлевна
Потапова Ольга Яковлевна (27 апреля 1914 — 15 апреля 1965) — передовик советской строительной отрасли, бригадир маляров строительного управления № 16 Министерства среднего машиностроения СССР, город Ангарск Иркутской области, Герой Социалистического Труда (1960).

## Биография
Родилась в 1914 году в селе Полянь, ныне Славуцкого района Хмельницкой области Украины. Работать начала с 1931 года, рабочей Ирбейского завода леспромхоза. 
В 1948 году переехала в город Ангарск Иркутской области. С 1953 года трудилась бригадиром маляров на строительстве различных объектов нового города. В 1955 году назначена бригадиром первой комплексной бригады отделочников Ангарского управления строительства №16. В бригаде трудилось 70 человек. В 1959 году этому коллективу было присвоено звание "Бригада коммунистического труда".
«В ознаменовании 50-летия Международного женского дня, за выдающиеся достижения в труде и особо плодотворную общественную деятельность», указом Президиума Верховного Совета СССР от 7 марта 1960 года Ольге Яковлевне Потаповой было присвоено звание Героя Социалистического Труда с вручением ордена Ленина и медали «Серп и Молот».
Продолжала и дальше трудиться в строительстве до конца своей жизни. 
Представляла свой город и отрасль на XXII съезде КПСС. Избиралась депутатом Ангарского городского совета, была членом Иркутского обкома и Ангарского горкома КПСС. 
Проживала в городе Ангарске. Умерла 15 апреля 1965 года. 

## Награды
За трудовые успехи была удостоена:
- золотая звезда «Серп и Молот» (07.03.1960)
- орден Ленина (07.03.1960)
- Медаль За трудовую доблесть (09.08.1958)
- другие медали.

## Память
- В 1982 году одну из улиц города Ангарска назвали именем Героя Социалистического Труда Потаповой О.Я.
- На одном из зданий этой улицы установлена мемориальная доска.